# Libysch-Tschadischer Grenzkrieg
Der Libysch-Tschadische Grenzkrieg bezeichnet eine Reihe von Kampfhandlungen zwischen libyschen und tschadischen Streitkräften im Tschad von 1978 bis 1987. Libyen war bereits seit 1969 – also schon vor der Machtergreifung von Muammar al-Gaddafi – in die tschadische Innenpolitik verwickelt, nachdem der Tschadische Bürgerkrieg 1968 auch den Nordteil des Tschads erfasst hatte. Während des libysch-tschadischen Kriegs intervenierte Libyen viermal im Tschad (1978, 1979, 1980–1981 und 1983–1987). Gaddafi wurde hierbei jeweils von einer oder mehreren Fraktionen im tschadischen Bürgerkrieg unterstützt, während die Gegner Unterstützung von Frankreich erhielten, das dreimal militärisch intervenierte, um den Sturz der tschadischen Regierung zu verhindern (1978, 1983 und 1986).
Ab 1978 lieferte Libyen seinen tschadischen Verbündeten Waffen, Artillerie und Luftunterstützung, ohne jedoch seine tschadischen Verbündeten auch direkt mit Bodentruppen zu unterstützen. Dieses Schema änderte sich erst 1986, als sich alle tschadischen Fraktionen vereint gegen die Okkupation des nördlichen Tschad durch libysche Streitkräfte stellten. Dies beraubte die libyschen Streitkräfte ihrer Infanterie, und das gerade zu dem Zeitpunkt, als diese sich mit einer gut ausgerüsteten motorisierten Armee konfrontiert sahen, die über panzerbrechende Waffen sowie Flugabwehr verfügte und in der Lage war, die überlegene libysche Feuerkraft zu brechen. Dieser Teil des Krieges, in dem die libyschen Streitkräfte besiegt und aus dem Tschad vertrieben wurden, wird auch als Toyota-Krieg bezeichnet.
Gaddafis Motiv, im Tschad militärisch einzugreifen, bestand ursprünglich aus dem Vorhaben, den Aouzou-Streifen zu annektieren. Gemäß einem nichtratifizierten Vertrag aus der Kolonialzeit erklärte er diesen nördlichen Grenzstreifen des Tschad zu einem Teil Libyens. Im Jahr 1972 kamen laut dem Historiker Mario Azevedo noch folgende Motive hinzu: die Erschaffung eines abhängigen Staates in Libyens „Unterleib“ – eine islamische Republik, geformt nach dem Vorbild seiner libyschen Volksrepublik, die eng an Libyen gebunden wäre und seine Kontrolle über den Aouzou-Streifen absichern würde, außerdem die Vertreibung der Franzosen aus dieser Region und die Benutzung des Tschads als eine Basis, um seinen Einfluss auf Zentralafrika auszudehnen.

## Vorgeschichte

### Besetzung des Aouzou-Streifen
Der Beginn der libyschen Einmischung in den Tschad kann auf das Jahr 1968 datiert werden, als die muslimische National Liberation Front of Chad (FROLINAT) während des tschadischen Bürgerkriegs ihren Guerillakrieg gegen den christlichen Präsidenten François Tombalbaye auch auf den nördlichen Distrikt der Präfektur Borkou-Ennedi-Tibesti (BET) ausweitete. Der libysche König Idris I. fühlte sich auf Grund der guten historischen Verbindungen beiderseits der Grenze verpflichtet, die FROLINAT zu unterstützen. Um jedoch auch die Beziehungen zu Frankreich, der früheren Kolonial- und nunmehrigen Schutzmacht des Tschads, nicht zu gefährden, beschränkte Idris die Unterstützung der FROLINAT darauf, den Rebellen in Libyen Unterschlupf zu gewähren und sie nur mit nicht tödlichen Gütern zu versorgen.
All das änderte sich mit dem libyschen Staatsstreich vom 1. September 1969, der König Idris stürzte und Muammar al-Gaddafi an die Macht brachte. Gaddafi beanspruchte den Aouzou-Streifen im nördlichen Tschad, basierend auf einem nicht ratifizierten Vertrag der früheren Kolonialmächte Frankreich (Tschad) und Italien (Libyen). Dieser Anspruch wurde schon früher erhoben, als König Idris 1954 versucht hatte, den Aouzou-Streifen zu besetzen, aber von französischen Kolonialkräften zurückgeschlagen worden war.
Obwohl er ursprünglich Zweifel bezüglich der FROLINAT hatte, erkannte Gaddafi ab 1970 den Nutzen dieser Organisation für seine Zwecke und begann, mit der Unterstützung des Warschauer Pakts, speziell der DDR, die Rebellen auszurüsten, auszubilden und finanziell zu unterstützen. Am 27. August 1971 war Gaddafi bereits verwegen genug, einen Staatsstreich gegen den tschadischen Präsidenten Tombalbaye zu versuchen, der nur knapp fehlschlug. Vermutlich wurde diese Aktion durch die libysche Furcht vor einer christlich-muslimischen Versöhnung der Bürgerkriegsparteien ausgelöst, da die tschadische Regierung am 24. Juli muslimischen Politikern die Hälfte der Kabinettssitze angeboten hatte. Obwohl diese Entwicklung von der FROLINAT abgelehnt wurde, sah Gaddafi sie als eine Bedrohung für seinen Einfluss im Tschad an.
Noch am Tag des fehlgeschlagenen Staatsstreichs brach Tombalbaye alle diplomatischen Kontakte nach Libyen ab, bot allen libyschen Oppositionsgruppen Unterschlupf im Tschad an und beanspruchte seinerseits die libysche Provinz Fezzan, gegründet auf angeblichen „historischen Rechten“. Gaddafi reagierte darauf, indem er am 17. September die FROLINAT als die einzig legitime Regierung des Tschads anerkannte. Im Oktober wiederum trug der tschadische Außenminister Hassan Baba die expansionistischen Ideen Libyens vor die UNO.
Durch französischen Druck auf Libyen und durch die Vermittlung von Hamani Diori, den damaligen Präsidenten des Niger, nahmen die beiden Länder am 17. April 1972 die diplomatischen Beziehungen wieder auf. Kurz danach brach Tombalbaye die diplomatischen Beziehungen zu Israel ab und könnte am 28. November heimlich die Abtretung des Aouzou-Streifens an Libyen akzeptiert haben; Gaddafi zahlte im Gegenzug 40 Millionen Pfund an den tschadischen Präsidenten. Darüber hinaus unterzeichneten beide Staaten ein Freundschaftsabkommen. Gaddafi entzog der FROLINAT die Unterstützung und zwang deren Anführer Abba Siddick, sein Hauptquartier von Tripolis nach Algier zu verlegen. Die guten Beziehungen wurden unterstrichen durch einen Staatsbesuch Gaddafis im März 1974 in der tschadischen Hauptstadt N’Djamena und der Gründung einer gemeinsamen Bank, um den Tschad mit Investitionen zu versorgen.
Sechs Monate nach der Unterzeichnung des Vertrags im Jahr 1972 zogen libysche Truppen in den Aouzou-Streifen ein und errichteten nördlich von Aouzou einen Luftstützpunkt, geschützt durch Boden-Luft Raketen. Eine zivile Administration mit Sitz in al-Kufra wurde errichtet und den wenigen tausend Einwohnern des Gebiets die libysche Staatsbürgerschaft verliehen. Auf libyschen Karten wurde fortan der Aouzou-Streifen als libysches Gebiet ausgewiesen.
Die genauen Bedingungen, unter denen Libyen den Aouzou-Streifen übernahm, sind aber nach wie vor umstritten und unklar. Die Existenz eines geheimen Abkommens zwischen Tombalbaye und Gaddafi wurde 1988 behauptet, als Gaddafi eine angebliche Kopie eines Briefes präsentierte, in dem Tombalbaye die libyschen Ansprüche anerkannte. Entgegen dem haben Gelehrte wie Bernard Lanne argumentiert, dass es nie ein formales Abkommen gegeben habe und dass es Tombalbaye vorteilhaft gefunden habe, die Okkupation eines Teils seines Landes einfach nicht zu erwähnen. Außerdem konnte Libyen das Original nicht vorweisen, als der Fall der Zugehörigkeit des Aouzou-Streifens 1993 vor dem Internationalen Gerichtshof verhandelt wurde.

### Ausweitung des Aufstands
Die friedliche Phase währte aber nicht lange, denn am 13. April 1975 wurde Tombalbaye aus dem Amt geputscht und durch General Félix Malloum ersetzt. Einer der Gründe für den Putsch war dabei auch Tombalbayes Appeasement-Politik gegenüber Libyen. Gaddafi sah den Putsch als Bedrohung seines Einflusses im Tschad und nahm daraufhin die Unterstützung der FROLINAT wieder auf.
Im April 1976 gab es einen von Gaddafi unterstützten Mordanschlag auf Malloum, und im gleichen Jahr begannen auch Vorstöße libyscher Streitkräfte zusammen mit den FROLINAT-Truppen auf zentraltschadische Gebiete.
Die libyschen Aktivitäten führten aber auch zu Konflikten innerhalb der FROLINAT, die sich in der Zwischenzeit in „Command Council of the Armed Forces of the North“ (CCFAN) umbenannt hatte. Im Oktober 1976 kam es deswegen zur Spaltung in eine anti-libysche Minderheit unter Hissène Habré, die sich „Armed Forces of the North“ (FAN) nannte und einer Gaddafi-treuen Mehrheit unter Goukouni Oueddei. Diese Gruppe benannte sich kurz danach um in „People’s Armed Forces“ (FAP).
In diesen Jahren war die Unterstützung durch Gaddafi eher moralischer Art und die Waffenlieferungen begrenzt. Das änderte sich ab dem Februar 1977, als die Libyer Goukounis Männer mit hunderten AK-47-Sturmgewehren, dutzenden Panzerfäusten, 81- und 82-mm-Mörsern und rückstoßfreien Geschützen ausrüsteten. Diese Bewaffnung ermöglichte der FAP, im Juni die Basen der tschadischen Armee (FAT) in Bardaï und Zouar (Provinz Tibesti), sowie in Ounianga Kebir (Provinz Borkou) anzugreifen. Mit diesen Attacken schaffte Goukouni es, die vollständige Kontrolle über die Provinz Tibesti zu übernehmen, da Bardaï sich am 4. Juli ergab und Zouar evakuiert wurde. Die FAT verlor 300 Männer, und große Mengen militärischer Güter fielen in die Hand der Rebellen. Der Angriff auf Ounianga schlug fehl, was auch an den dort befindlichen französischen Militärberatern lag.
Ebenfalls im Jahr 1977, als klar wurde, dass der Aouzou-Streifen von Libyen als Basis benutzt wurde, um noch weiter in den Tschad vorzudringen, beschloss General Felix Malloum, die Aouzou-Okkupation als Thema vor die UNO und die OAU zu bringen. Außerdem war Malloum klar, dass er weitere Verbündete benötigte, weswegen er im September eine formale Übereinkunft mit Hissène Habré, dem Anführer der anti-libyschen Splitterfraktion FAN abschloss. Diese Übereinkunft wurde bis zum 22. Januar 1978 geheim gehalten, bis man ein formales Grundsatzabkommen unterzeichnete. In weiterer Folge wurde am 29. August 1978 eine Regierung der nationalen Einheit gegründet, mit Habré als Premierminister. Die Malloum-Habré-Übereinkunft wurde auch aktiv vom Sudan und von Saudi-Arabien unterstützt, da beide einen radikalisierten Tschad unter Kontrolle von Gaddafi fürchteten und in Habré, als Muslim und glaubwürdigem Anti-Kolonialismuskämpfer, die einzige Möglichkeit sahen, Gaddafis Pläne zu vereiteln.

## Verlauf

### Libysche Eskalation
Die Malloum-Habré-Übereinkunft wurde von Gaddafi als ernsthafte Bedrohung seines Einflusses im Tschad angesehen. Er reagierte sofort, indem er die libysche Einmischung auf ein bisher unerreichtes Niveau steigerte. Zum ersten Mal nahmen auch libysche Bodentruppen bei Angriffen der FAP teil, als diese ab dem 29. Januar 1978 in der sogenannten Ibrahim-Abatcha-Offensive die letzten Posten der tschadischen Regierung im Norden angriff, nämlich in Faya-Largeau, Fada und Ounianga Kebir. Die Angriffe waren ein voller Erfolg, so dass Goukouni und die Libyer die volle Kontrolle über die BET-Präfektur übernahmen.
Die entscheidende Auseinandersetzung zwischen libyschen FAP-Streitkräften und tschadischen Regierungstruppen fanden mit der Schlacht um Faya-Largeau in der Hauptstadt der BET-Präfektur statt. Die von 5000 Soldaten verteidigte Stadt fiel am 18. Februar nach schweren Kämpfen gegen 2500 FAP-Kämpfer und vermutlich 4000 Libyer. Die Libyer scheinen dabei aber nicht selbst gekämpft zu haben, sondern hielten sich an das übliche Muster: sie lieferten schwere Waffen, Artillerie und Luftunterstützung. Die Rebellen waren auch deutlich besser als zuvor ausgerüstet, unter anderem mit Flugabwehrraketen des Typs Strela-2.
Goukoundi hatte 2500 Gefangene gemacht. Mit diesen Erfolgen sowie den Erfolgen 1977 war es ihm gelungen, die Truppenstärke der tschadischen Armee um etwa 20 % zu reduzieren. Speziell die nomadische Nationalgarde (franz. Garde Nationale et Nomade) GNN der tschadischen Armee war durch den Fall von Fada und Faya-Largeau stark dezimiert. Goukouni nutzte diese Erfolge auch, um seine Position in der FROLINAT zu stärken; während eines von den Libyern unterstützten Kongresses im März in Faya-Largeau gelang es, die Hauptfraktionen der Rebellen zu vereinen, die wiederum Goukouni zum neuen Generalsekretär der FROLINAT wählten.
Malloums Reaktion auf die Goukouni-Gaddafi-Offensive war der erneute Abbruch der diplomatischen Beziehungen zu Libyen am 6. Februar und das Vorbringen der libyschen Beteiligung an den Kämpfen vor dem Sicherheitsrat der Vereinten Nationen, sowie die erneute Thematisierung der libyschen Okkupation des Aouzou-Streifens. Am 19. Februar war Malloum nach dem Fall von Faya-Largeau jedoch gezwungen, einem Waffenstillstand zuzustimmen und den Protest zurückzuziehen. Der Waffenstillstand konnte auch vereinbart werden, weil Libyen Goukounis Vorstoß gestoppt hatte, auf Drängen Frankreichs, das zu diesem Zeitpunkt ein wichtiger Waffenlieferant Libyens war.
Malloum und Gaddafi vereinbarten am 24. Februar 1978 die Wiederaufnahme der diplomatischen Beziehungen im libyschen Sabha, wo eine internationale Friedenskonferenz abgehalten wurde, unter Mediation des nigrischen Präsidenten Seyni Kountché und des sudanesischen Vize-Präsidenten. Unter dem massiven Druck Frankreichs, des Sudans und Zaires war Malloum schließlich gezwungen, am 27. März das Bengasi-Abkommen zu unterzeichnen, dass die FROLINAT offiziell anerkannte und einem weiteren Waffenstillstand zustimmte. Unter den Hauptbedingungen des Vertrags war die Schaffung eines vereinten libysch-nigrischen Militärkomitees, das mit der Umsetzung des Vertrags beauftragt war. Damit legitimierte der Tschad die libysche Einmischung in seinem Territorium. Der Vertrag enthielt noch einen weiteren Passus im Interesse Libyens, da er die Beendigung jeglicher französischer Militärpräsenz im Tschad verlangte. Dieser Vertrag war für Gaddafi ein gutes Mittel, um seinen Protegé Goukouni zu stärken, während es Malloums Prestige vor allem im südlichen Tschad deutlich schwächte, wo seine Zugeständnisse als ein Beweis seiner Führungsschwäche angesehen wurden.
Am 15. April, nur wenige Tage nach Vereinbarung des Waffenstillstandes, verließ Goukouni Faya-Largeau und hinterließ dort eine Garnison von 800 Libyern. Sich auf libysche Waffen und Luftunterstützung verlassend, überfiel er eine kleine Garnison der FAT und begann einen Vormarsch auf die Hauptstadt N’Djamena.
Diesem Vorstoß standen jedoch frisch eingetroffene französische Truppen entgegen. Schon 1977, nach Goukounis erstem Angriff, hatte Malloum um die Rückkehr der französischen Armee in den Tschad gebeten, aber Präsident Valéry Giscard d’Estaing hielt ihn zunächst hin, um die französischen Wahlen im März 1978 abzuwarten. Außerdem fürchtete Frankreich um seine profitablen Handelsbeziehungen zu Libyen. Schließlich ließ das rasche Voranschreiten des Vorstoßes dem französischen Präsidenten aber keine andere Wahl, als im Februar 1978 die Opération Tacaud zu genehmigen, womit im April 2500 französische Soldaten in den Tschad gebracht wurden, um die Hauptstadt gegen die Rebellen zu schützen.
Das entscheidende Aufeinandertreffen der Armeen stellte die Schlacht um Ati dar, eine kleine Stadt ca. 350 km nordöstlich von N’Djamena. Die Garnison der Stadt, bestehend aus 1500 Soldaten, wurde am 19. Mai von den FROLINAT-Rebellen angegriffen, die mit Artillerie und modernen Waffen ausgerüstet waren. Die Garnison wurde jedoch rechtzeitig durch das Eintreffen einer tschadischen Task Force und durch die französische Fremdenlegion und das dritte Regiment der französischen Marineinfanterie verstärkt. In einer zweitägigen Schlacht wurde die FROLINAT mit schweren Verlusten zurückgeschlagen, ein Sieg der durch einen weiteren Sieg bei Djedaa im Juni bestätigt wurde. Die FROLINAT musste ihre Niederlage eingestehen und floh nach Norden, nachdem sie 2000 Mann verloren hatte. Ihre modernen Waffen wurden zurückgelassen. Die entscheidende Rolle in diesen Kämpfen spielte die absolute französische Luftherrschaft, da sich die libyschen Piloten der Luftstreitkräfte weigerten, gegen die Franzosen zu kämpfen.

### Libysche Schwierigkeiten
Nur wenige Monate nach der fehlgeschlagenen Offensive gegen die Hauptstadt erschütterten schwere Streitigkeiten die FROLINAT, zerstörten ihre innere Einheit und schwächten den libyschen Einfluss im Tschad. In der Nacht des 27. August 1978 griff Ahmat Acyl mit seiner Volcan Army, eine Splittergruppe der FROLINAT, Faya-Largeau an mit der Unterstützung Libyens, offensichtlich ein Versuch Gaddafis Goukouni als FROLINAT Generalsekretär zu stürzen und ihn durch Acyl zu ersetzen. Der Schuss ging jedoch nach hinten los, da Goukouni reagierte, indem er alle libyschen Militärberater aus dem Tschad hinauswerfen ließ und eine Verständigung mit Frankreich suchte.
Die Gründe des Bruchs zwischen Gaddafi und Goukouni waren politischer und ethnischer Natur. Die FROLINAT war geteilt in Araber wie Acyl und Tubus wie Goukouni und Habré. Diese ethnische Teilung spiegelte sich auch in einem unterschiedlichen Zugang zu Gaddafi und seinem grünen Buch wider. So widerstrebte es Goukouni und seinen Männern, Gaddafis Forderungen nachzukommen, sein grünes Buch als offizielle Politik der FROLINAT zu übernehmen. Sie hatten zuerst versucht, auf Zeit zu spielen und die Frage bis zur kompletten Vereinigung aller Rebellenfraktionen aufzuschieben. Als dies stattgefunden hatte und Gaddafi erneut wegen der Annahme seines grünen Buchs Druck machte, wurden die Meinungsverschiedenheiten im Revolutionskonzil offensichtlich. Viele proklamierten ihre Loyalität zur ursprünglichen Ausrichtung aus dem Jahr 1966 als Ibrahim Abatcha zum ersten Generalsekretär der FROLINAT ernannt worden war, andere wiederum, darunter auch Acyl, standen voll und ganz hinter Gaddafis Ideen.
In N’Djamena wiederum führte die gleichzeitige Präsenz zweier Armeen, nämlich der FAN von Premierminister Habré und der FAT von Präsident Malloum zu Streitereien und schließlich nach der Schlacht von N’Djamena zum Kollaps des Staates und zum Aufstieg der nördlichen Elite zur Macht. Bei der Schlacht von N’Djamena eskalierte am 12. Februar 1979 eine Streitigkeit aus nichtigem Anlass zu einem schweren Gefecht zwischen Habrés und Malloums Truppen und intensivierte sich noch einmal, als ab dem 19. Februar auch Goukounis Männer auf Seiten Habrés gegen die FAT den Kampf aufnahmen. Schätzungen zufolge waren bis zum 16. März, als die ersten internationalen Friedensverhandlungen stattfanden, 2000–5000 Mann gefallen und 60.000–70.000 Anwohner aus der Hauptstadt geflohen. Die stark dezimierte tschadische Armee floh aus der Hauptstadt. Im Süden des Landes organisierte sie sich unter der Führung von Wadel Abdelkader Kamougué neu. Während der Kämpfe blieben die französischen Streitkräfte passiv und halfen Habrés Männern sogar indirekt, indem sie den Stopp der Bombardements der tschadischen Luftstreitkräfte erzwangen.
Schließlich wurde eine internationale Friedenskonferenz in Kano (Nigeria) abgehalten, an der Tschads Nachbarstaaten teilnahmen, sowie Malloum für die tschadische Armee, Habré für die FAN und Goukouni für die FAP. Am 16. März wurde das Kano-Abkommen von allen Beteiligten unterzeichnet, infolgedessen Malloum zurücktrat und durch ein Staatskonzil unter dem Vorsitz von Goukouni ersetzt wurde. Dies geschah auf Grund französischen und nigerianischen Drucks auf Goukouni und Habré, mit dem Ziel beide zur Teilung der Macht zu bewegen; die Franzosen sahen dies vor allem als Teil ihrer Strategie, alle Bande zwischen Goukouni und Gaddafi zu durchtrennen. Ein paar Wochen später formten diese Fraktionen die Übergangsregierung der nationalen Einheit (franz. Gouvernement d’Union Nationale de Transition) GUNT, die vor allem durch den gemeinsamen Wunsch zusammengehalten wurde, Libyen aus dem Tschad zu vertreiben.
Trotz des Kano-Abkommens war Libyen erbost darüber, dass keiner der Anführer der Volcan Army beteiligt war und man auch die libyschen Ansprüche auf den Aouzou-Streifen nicht zur Kenntnis genommen hatte. Bereits ab dem 13. April gab es kleinere militärische Aktivitäten der Libyer im nördlichen Tschad und auch Unterstützung der sezessionistischen Bewegungen im südlichen Tschad, aber eine größere Reaktion erfolgte erst am 25. Juni, als das von den Nachbarstaaten Tschads gestellte Ultimatum an die GUNT zur Bildung einer breiteren, umfassenderen Koalition auslief. Am 26. Juni 1979 drangen 2500 libysche Soldaten mit Stoßrichtung Faya-Largeau in den Tschad ein. Die tschadische Regierung bat Frankreich um Hilfe. Die libyschen Streitkräfte wurden zunächst von Goukounis Milizionären gestoppt und anschließend von französischen Aufklärungsflugzeugen und Bombern zum Rückzug gezwungen. Im gleichen Monat formten die von der GUNT nicht berücksichtigten Fraktionen eine Gegenregierung The Front of Joint Provisional Action (FACP) im nördlichen Tschad mit Unterstützung des libyschen Militärs.
Die Kämpfe mit Libyen, die Androhung eines wirtschaftlichen Boykotts durch Nigeria und internationaler Druck führten schließlich im August zu einer neuen internationalen Friedenskonferenz in Lagos, an der alle elf im Tschad vertretenen Fraktionen teilnahmen. Am 21. August wurde eine neue Übereinkunft unterschrieben, in deren Folge eine neue GUNT geformt wurde, die alle Fraktionen einschloss. Die französischen Truppen sollten den Tschad verlassen und durch eine multinationale afrikanische Friedenstruppe ersetzt werden. Die neue GUNT nahm ihre Amtsgeschäfte im November auf, mit Goukouni als Präsidenten, Kamougué als Vize-Präsidenten, Habré als Verteidigungsminister und Acyl als Außenminister. Trotz Habrés Teilnahme hatte die neue GUNT genug pro-libysche Mitglieder, um Gaddafi zufrieden zu stellen.

### Libysche Intervention

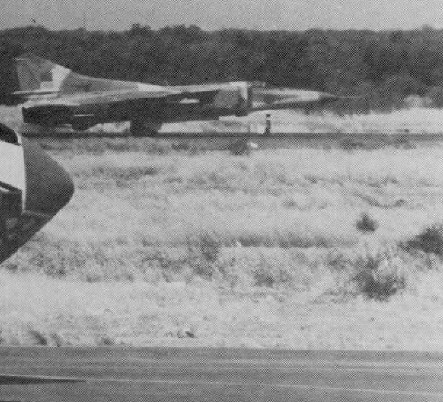
Libysche MiG-23 auf einem Rollfeld in Faya Largeau, Tschad, 1980

Von Anfang an war offensichtlich, dass sich Habré von den anderen Mitgliedern der GUNT absonderte und sie mit Argwohn betrachtete. Habrés Feindseligkeit gegenüber dem libyschen Einfluss auf den Tschad vereinte sich mit seinem Ehrgeiz und seiner Rücksichtslosigkeit: Beobachter schätzten, dass der Kriegsherr sich niemals mit einer anderen als der höchsten Position im Staat zufriedengeben würde. In diesem Zusammenhang nahm man an, dass es früher oder später zu einer Auseinandersetzung zwischen Habré und den pro-libyschen Vertretern kommen würde, sowie zwischen Habré und Goukouni.
Wie erwartet eskalierten die Zusammenstöße zwischen Habrés FAN und pro-libyschen Streitkräften in der Hauptstadt in der Folge schleichend. Schlussendlich löste wieder ein nichtiger Grund am 22. März 1980 die zweite Schlacht von N’Djamena aus. Innerhalb von zehn Tagen forderten die Kämpfe zwischen Habrés FAN und Goukounis FAP, die beide jeweils 1000–1500 Mann in der Stadt stationiert hatten, Tausende Todesopfer und brachten die Flucht der halben Stadtbevölkerung mit sich. Die wenigen verbliebenen französischen Soldaten, die schließlich am 4. Mai abreisten, sowie die zairischen Friedenstruppen verhielten sich neutral.
Während die FAN wirtschaftlich und militärisch vom Sudan und Ägypten unterstützt wurde, erhielt Goukouni kurz nach Beginn der Kämpfe die Unterstützung von Kamougués FAT, Acyls CDR und bekam zusätzlich libysche Geschütze geliefert. Am 6. Juni übernahm die FAN die Kontrolle über Faya-Largeau. Dies alarmierte Goukouni, so dass er am 15. Juni einen Freundschaftsvertrag mit Libyen unterschrieb. Der Vertrag gab Libyen freie Hand im Tschad und legitimierte die libysche Präsenz im Land: Bereits im ersten Artikel des Vertrags wurde dies augenscheinlich, der besagte, dass sich beide Länder zu gemeinsamer Verteidigung bekannten und die Bedrohung eines der beiden Länder automatisch als Bedrohung des anderen gewertet wurde.
Ab Oktober operierten per Luftbrücke nach Aouzou verlegte libysche Streitkräfte zusammen mit Goukounis Männern und eroberten Faya-Largeau zurück. Die Stadt diente dann als Aufmarschpunkt für Panzer, Artillerie und gepanzerte Fahrzeuge, bevor diese sich auf den Weg Richtung Süden nach N’Djamena machten.
Ein am 6. Dezember beginnender Angriff, angeführt von sowjetischen T-54- und T-55-Panzern, sowie koordiniert von Beratern der Sowjetunion und der DDR führte zum Fall der Hauptstadt am 16. Dezember. Die libyschen Streitkräfte, geschätzt zwischen 7000 und 9000 Mann reguläre Truppen, sowie die paramilitärische Pan-Afrikanische Islamische Legion, 60 Panzer und gepanzerte Fahrzeuge waren dazu durch 1100 Kilometer Wüste von der Grenze Libyens zum Tschad transportiert worden, teilweise per Lufttransport oder mit Hilfe von Panzer-Transportfahrzeugen, teilweise auch durch eigene Kraft. Die Grenze selbst war wiederum 1000 bis 1100 Kilometer von Libyens wichtigsten Basen an der Mittelmeerküste entfernt. Die libysche Intervention demonstrierte eine beeindruckende logistische Fähigkeit und belohnte Gaddafi mit seinem ersten militärischen Sieg, sowie einer substantiellen politischen Errungenschaft.
Obwohl er ins Exil gezwungen wurde und seine Truppen in die Grenzgebiete zu Darfur abgedrängt worden waren, blieb Habré dennoch unbeugsam; am 31. Dezember verkündete er in Dakar, dass er den Kampf gegen die GUNT als Guerilla weiterführen werde.

### Libyscher Rückzug
Am 6. Januar 1981 wurde in Tripolis eine gemeinsame Botschaft verlesen, worin Gaddafi und Goukouni bekundeten, sich entschlossen zu haben, auf eine volle Einheit der beiden Länder hinzuarbeiten. Der Vereinigungsplan rief stark ablehnende Reaktionen im restlichen Afrika hervor und wurde augenblicklich von Frankreich verurteilt, das am 11. Januar sofort anderen Staaten anbot, die dortigen französischen Garnisonen zu verstärken und die Mittelmeerflotte in den Alarmzustand versetzte. Libyen antwortet mit der Drohung eines Öl-Embargos, während Frankreich damit drohte, militärisch zu reagieren, wenn eines der Nachbarländer Libyens angegriffen würde. Die Übereinkunft wurde auch von allen GUNT-Ministern in Tripolis abgelehnt, mit Ausnahme von Acyl.
Die meisten Beobachter nehmen an, dass die Gründe hinter Goukounis Zustimmung auf einer Mischung aus Drohungen, Druck und finanziellen Hilfsversprechungen seitens Gaddafis basierten. Außerdem hatte Goukouni im Vorfeld seiner Reise nach Tripolis zwei seiner Kommandeure zu Beratungen dorthin geschickt. Goukouni erfuhr von Gaddafi bei seiner Ankunft, dass diese von libyschen Dissidenten ermordet worden seien und dass, wenn er nicht Libyens Gunst und seine Macht verlieren wolle, er dem Vereinigungsplan zustimmen solle.
Der heftige Widerstand, auf den sie trafen, führte dazu, dass Gaddafi und Goukouni die Wichtigkeit ihres Kommuniqués herunterspielten und nur von einer Union der Bevölkerung sprachen, und nicht der Staaten, was nur als ein erster Schritt auf dem Weg zu einer engeren Zusammenarbeit gelten sollte. Aber der Schaden war bereits angerichtet und das gemeinsame Kommuniqué hatte Goukounis Prestige als tschadischer Nationalist und Staatsmann bedeutend geschwächt.
Den zunehmenden internationalen Druck gegen die libysche Präsenz im Tschad beantwortete Goukouni zunächst damit, dass die Libyer auf Wunsch der Regierung im Tschad seien und die internationalen Vermittler die Entscheidungen der legitimen tschadischen Regierung zu akzeptieren hätten. Bei einer Konferenz im Mai war Goukouni schon etwas nachgiebiger und erklärte, dass der libysche Abzug zwar keine Priorität habe, er aber die Beschlüsse der OAU akzeptiere. Zu diesem Zeitpunkt konnte Goukouni allerdings keinesfalls auf die Unterstützung Libyens verzichten, um Habrés FAN in Schach zu halten, die vom Sudan und Ägypten unterstützt wurde und auch finanziell via Ägypten durch den US-Geheimdienst CIA.
In der Zwischenzeit begann aber auch das Bündnis zwischen Gaddafi und Goukouni, brüchig zu werden. Libysche Truppen waren an mehreren Punkten im nördlichen und zentralen Tschad stationiert und erreichten von Januar bis Februar 1981 eine Gesamtstärke von ca. 14.000 Mann. Die libyschen Truppen führten zu zunehmender Ablehnung bei den anderen Fraktionen in der GUNT, da sie Acyls Fraktion auch bei allen lokalen Streitigkeiten mit anderen Milizen half, sogar bei einem Zusammenstoß mit Goukounis FAP Ende April. Außerdem gab es Versuche, die lokale Bevölkerung zu libysieren, was viele fürchten ließ, eine Vereinigung mit Libyen bedeutete eine Arabisierung und Durchsetzung der libyschen Kultur, speziell des Grünen Buchs.
Vor dem Hintergrund von Kämpfen zwischen Gaddafis Islamischen Legionären und Goukounis Truppen im Oktober 1981, sowie Gerüchten, dass Acyl einen Staatsstreich plane, um die Führung der GUNT an sich zu reißen, verlangte Goukouni am 29. Oktober den kompletten Abzug der libyschen Truppen von tschadischem Territorium, der, beginnend mit der Hauptstadt, am 31. Dezember abgeschlossen sein sollte. Die Libyer sollten durch eine Inter-African Force (IAF) der OAU abgelöst werden. Gaddafi gab nach, und bis zum 16. November hatten sich sämtliche libyschen Truppen in den Aouzou-Streifen zurückgezogen.
Der rasche Abzug Libyens überraschte viele Beobachter. Gründe werden darin vermutet, dass Gaddafi die jährliche OAU-Konferenz 1982 in Libyen ausrichten und auch die Präsidentschaft der OAU für dieses Jahr innehaben wollte. Ein anderer Grund wird in der schwierigen Situation der Libyer im Tschad vermutet, wo sie ohne internationale und lokale Unterstützung keinesfalls einen Krieg mit dem Sudan und Ägypten mit US-Hilfe riskieren konnten. Das bedeutete nicht, dass Gaddafi seine Pläne für den Tschad geändert hätte, aber er benötigte nun einen neuen Partner südlich der Grenze, da sich Goukouni für Gaddafi als unzuverlässig erwiesen hatte.

### Habré erobert N’Djamena
Als erste IAF-Einheit trafen im Tschad zairische Fallschirmjäger ein, kurz danach folgten nigerianische und senegalesische Einheiten, so dass sich die Truppenstärke der IAF auf 3.275 Mann belief. Bevor die Friedenstruppe allerdings voll etabliert war, hatte Habré den libyschen Rückzug schon genutzt und im östlichen Tschad viele Gebiete erobert, inklusive der wichtigen Stadt Abéché, die am 19. November fiel. Im frühen Januar nahm er Oum Hadjer ein, nur 160 Kilometer von Ati entfernt, der letzten relevanten Stadt vor der Hauptstadt. Die GUNT wurde vorübergehend von der IAF gerettet, der einzig glaubwürdigen Militärmacht, die Habrés FAN davon abhielt, Ati einzunehmen. Angesichts Habrés Offensive bat die OAU die GUNT jedoch, Verhandlungen mit Habré aufzunehmen, ein Ansuchen, dass von Goukouni verärgert zurückgewiesen wurde; er sagte später dazu:

„Die OAU hat uns hintergangen. Unsere Sicherheit war durch libysche Truppen vollständig gewährleistet. Die OAU hat uns unter Druck gesetzt, die Libyer hinauszuwerfen. Jetzt wo sie weg sind, lässt uns die OAU im Stich, während sie uns zu einer Verhandlungsübereinkunft mit Hissein Habré zwingen will.“

Im Mai begann die FAN mit ihrer Abschlussoffensive und passierte ungehindert die Friedenstruppen in Ati und Mongo. Goukouni, zunehmend verärgert über die Weigerung der IAF, Habré zu bekämpfen, unternahm einen Versuch, seine Verbindungen zu Libyen wiederherzustellen und traf am 23. Mai in Tripolis ein, aber Gaddafi erklärte auf Grund der undankbaren Behandlung der Libyer im Vorjahr die Neutralität seines Landes in diesem Konflikt.
Die GUNT versuchte einen letzten Widerstand 80 Kilometer nördlich der Hauptstadt bei Massaguet an der N’Djamena–Abéché-Straße zu organisieren, wurde aber schließlich am 5. Juni nach hartem Kampf besiegt. Zwei Tage später traf Habré ohne Widerstand in N’Djamena ein, was ihm de facto die Regierung des Landes übertrug, während Goukouni aus dem Land floh und Unterschlupf in Kamerun fand.
Sofort nach der Einnahme der Hauptstadt sicherte Habré seine Macht ab, indem er auch den Rest des Landes besetzen ließ. In knapp sechs Wochen eroberte er den südlichen Tschad und zerstörte die FAT, Kamougués Miliz, deren Hoffnung auf Hilfe der Libyer sich nicht erfüllt hatte. Auch der Rest des Landes wurde unterworfen, mit Ausnahme der Region Tibesti.

### GUNT-Offensive
Da Gaddafi sich in den Monaten vor Habrés Einnahme der tschadischen Hauptstadt, die am 7. Juni 1982 stattfand, passiv verhalten hatte, hoffte Habré zunächst, eine Verständigung mit Libyen erzielen zu können, mittels einer Übereinkunft mit Gaddafis Stellvertreter im Tschad, dem Anführer der CDR, Ahmat Acyl. Dieser schien einem Dialog zugänglich. Aber Acyl starb am 19. Juli und wurde von Acheikh ibn Oumar ersetzt. Darüber hinaus war die CDR verärgert, weil Habrés Ehrgeiz, das Land zu vereinen, ihn dazu trieb, auch einige CDR-Basen zu überrennen.
So konnte Goukouni mit libyscher Hilfe die GUNT wieder sammeln und eine Nationale Friedensregierung in der Stadt Bardaï in der Region Tibesti einrichten sowie den Titel als legitime Regierung des Landes auf Grund des Lagos-Abkommens beanspruchen. Für den bevorstehenden Kampf konnte Goukouni sich auf 3000 bis 4000 Mann diverser Milizen stützen, die zur „Armée Nationale de Libération“ (ANL) unter der Führung des Südtschaders Negue Djogo verschmolzen wurden.
Bevor die Libyer sich mit voller Kraft hinter Goukouni stellen konnten, versuchte Habré, vollendete Tatsachen zu schaffen und griff die GUNT in Tibesti an, wurde aber sowohl im Dezember 1982, als auch im Januar 1983 zurückgeschlagen. In den folgenden Monaten nahmen die Kämpfe weiter zu, während Gespräche scheiterten, obwohl es sogar im März gegenseitige Besuche in N’Djamena und Tripolis gegeben hatte. Deswegen brachte Habré den libysch-tschadischen Streit am 17. März vor die UNO und bat den Sicherheitsrat, sich mit der libyschen Aggression und Okkupation von tschadischem Territorium zu befassen.
Gaddafi war nun jedoch bereit zur Offensive. Diese begann im Juni, als eine 3000 Mann starke GUNT-Streitmacht Faya-Largerau, die wichtigste Stadt der Regierung im Norden, stürmte und danach mit Koro Toro, Oum Chalouba und Abéché rasch weitere Städte an der Straße Richtung Hauptstadt einnahm. Libyen half zwar beim Rekrutieren, Ausbilden und Ausstatten der GUNT zum Beispiel mit schwerer Artillerie, stellte aber nur wenige tausend Soldaten für die Offensive. Dabei handelte es sich hauptsächlich um Artillerie und Versorgungseinheiten. Dies geschah vermutlich auf Gaddafis Bestreben, den Konflikt als rein innertschadische Angelegenheit erscheinen zu lassen.
Die internationale Gemeinschaft reagierte ablehnend auf die libysch unterstützte Offensive, vor allem Frankreich und die USA. Am Tag des Falls von Faya-Largeau warnte der französische Außenminister Claude Cheysson Libyen, dass Frankreich einer neuen libyschen Einmischung im Tschad nicht untätig zusehen werde, und am 11. Juli beschuldigte die französische Regierung Libyen erneut, die Rebellen direkt militärisch zu unterstützen. Daraufhin wurden am 27. Juni französische Waffenlieferungen wieder aufgenommen und am 3. Juli landete ein erstes Kontingent von 250 Zairern, um Habré zu stärken; die USA erklärten im Juli ihre Unterstützung in Form von Waffen und Lebensmitteln im Ausmaß von 10 Millionen US-Dollar. Gaddafi musste außerdem einen diplomatischen Rückschlag hinnehmen, da die OAU bei ihrem Treffen im Juni Habrés Regierung offiziell anerkannte und den Abzug aller fremden Truppen aus dem Tschad verlangte.
Unterstützt von den USA, Frankreich und Zaire konnte Habré seine Streitkräfte schnell reorganisieren, die sich nun FANT (französisch Forces Armées Nationales Tchadiennes) nannten. Er marschierte nach Norden, um sich der GUNT und den Libyern entgegenzustellen, so dass es südlich von Abéché zum Kampf kam. Habré bewies erneut seine Fähigkeit, Goukounis Kräfte zu überwinden und begann mit einer schnellen Gegenoffensive, die es ihm ermöglichte, in schneller Folge Abéché, Biltine, Fada und am 30. Juli Faya-Largeau einzunehmen. Des Weiteren drohte er, Tibesti und den Aouzou-Streifen einzunehmen.

### Französische Intervention
Da er eine komplette Vernichtung der GUNT als nicht hinnehmbaren Schlag für sein Ansehen betrachtete und fürchtete, Habré könnte auch libysche Oppositionsgruppen unterstützen, weitete Gaddafi die libysche Streitkraft bedeutend aus. Darüber hinaus waren seine tschadischen Verbündeten ohne libysche Waffen und Luftunterstützung eindeutig nicht in der Lage, einen entscheidenden Sieg zu erringen.
Seit dem Tag des Falls von Faya-Largeau wurde die Stadt wiederholt Opfer von Luftangriffen, durchgeführt von Su-22 und Mirage F1 vom Luftwaffenstützpunkt in Aouzou, sowie Tu-22-Bombern aus Sabha. Innerhalb von zehn Tagen wurde eine große Streitmacht östlich und westlich von Faya-Largeau versammelt, in dem Soldaten, Waffen und Artilleriegeschütze per Luftbrücke von Sabha nach al-Kufra und dann nach Aouzou geflogen wurden, bevor sie mit Kurzstreckenflugzeugen in die Kampfzone gebracht wurden. Die frischen libyschen Streitkräfte beliefen sich auf 11.000 Mann, unterstützt von 80 Kampfflugzeugen; allerdings beschränkte sich Libyen vorerst weiterhin auf seine traditionelle Rolle der Unterstützung vor allem durch Feuerkraft und gelegentliche gepanzerte Vorstöße, während die GUNT für die Offensive nur auf 3000–4000 Mann zurückgreifen konnte.
Die aus GUNT und Libyern gebildete Armee eroberte am 10. August Faya-Largeau, wo sich Habré mit 5000 Mann verschanzt hatte. Unter dem schweren Feuer von Raketenwerfern, Artillerie und Panzern, sowie Luftangriffen zerbrach die Abwehrlinie der FANT, die 700 Todesopfer zu beklagen hatte. Habré entkam mit den Resten seiner Armee nach N’Djamena, ohne von den Libyern verfolgt zu werden.
Der Angriff der GUNT erwies sich jedoch als strategischer Fehler, da die erneute libysche Einmischung Frankreich alarmiert hatte. Am 6. August richtete Habré ein erneutes Ansuchen um militärische Hilfe an Frankreich. Frankreich erklärte unter afrikanischem und amerikanischem Druck noch am selben Tag die Rückkehr französischer Soldaten in den Tschad als Teil der Opération Manta, deren Aufgabe es war, den Vorstoß durch GUNT und Libyen zu stoppen und Gaddafis Einmischung in innere Angelegenheiten des Tschad zu schwächen. Drei Tage später landeten die ersten wenigen hundert französischen Soldaten in N’Djamena, die aus der Zentralafrikanischen Republik dorthin verlegt worden waren. Kurze Zeit später erhöhte sich die Stärke der französischen Truppen auf 2.700, unterstützt durch einige Geschwader mit Kampfbombern des Typs Jaguar. Dies bedeutete die Schaffung der größten jemals in Afrika aufgestellten französischen Expeditionsstreitmacht außerhalb des Algerienkriegs.
Die französische Regierung definierte dann eine Rote Linie entlang des 15. Breitengrads der von Mao nach Abéché führte und warnte, dass sie keinerlei Überschreitung diese Linie durch GUNT oder libysche Streitkräfte tolerieren würde. Sowohl die Libyer als auch die Franzosen blieben auf ihrer Seite der Linie und es zeigte sich, dass Frankreich nicht willens war, Habré bei der Rückeroberung des Nordens zu helfen, während Libyen es vermied, einen Konflikt mit Frankreich zu beginnen. Dies führte zu einer De-facto-Teilung des Landes in einen libysch kontrollierten Norden und einen tschadisch-französisch kontrollierten Süden.
Der entstandene Stillstand währte ein paar Monate. In dieser Zeit scheiterten OAU-Vermittlungsversuche ebenso wie einer des äthiopischen Führers Mengistu Haile Mariam am Jahresanfang 1984. Mengistus Fehlschlag folgte schließlich am 24. Januar ein Angriff der GUNT, unterstützt von schweren libyschen Waffen gegen den FANT-Außenposten Ziguey, ein Angriff der eigentlich eher den Zweck hatte, die afrikanischen Staaten und Frankreich zur Eröffnung neuer Verhandlungen zu bewegen. Frankreich reagierte auf diese erste Verletzung der Roten Linie mit einem ersten schweren Luftschlag, dem Heranschaffen frischer Truppen in den Tschad, sowie der einseitig proklamierten Verlegung der Roten Linie nach Norden auf den 16. Breitengrad.

### Französischer Abzug
Um den Stillstand zu beenden, schlug Gaddafi am 30. April schließlich einen gemeinsamen Abzug von französischen und libyschen Soldaten vor. Der französische Präsident François Mitterrand zeigte sich offen gegenüber dem Vorschlag, und so erklärten die beiden Staatsführer schließlich am 17. September, dass der Abzug der Streitkräfte beider Länder am 25. September beginnen und am 10. November abgeschlossen sein werde. Die Übereinkunft wurde von den Medien zunächst als Beweis für Mitterrands diplomatisches Geschick und als ein bedeutender Schritt zur Lösung der tschadischen Krise gefeiert.
Während Frankreich sich an den Zeitrahmen hielt, zogen die Libyer jedoch nicht alle Truppen ab, sondern ließen schließlich 3000 Mann im nördlichen Tschad stationiert. Als dies bekannt wurde, fühlte Frankreich sich blamiert und es kam zu gegenseitigen Schuldzuweisungen zwischen Frankreich und der tschadischen Regierung.
Am 16. November 1984 traf Mitterrand sich mit Gaddafi unter der Schirmherrschaft des griechischen Premiers Andreas Papandreou auf Kreta. Trotz Gaddafis Versicherungen, er habe alle libyschen Truppen abgezogen, musste Mitterrand am Folgetag bestätigen, dass das nicht stimmte. Dennoch beorderte er die französischen Soldaten nicht zurück in den Tschad.
Laut dem südafrikanischen Politikanalysten Sam Nolutshungu hätte die französisch-libysche Übereinkunft 1984 Gaddafi eine exzellente Gelegenheit geboten, sich unter Wahrung seines Ansehens aus dem tschadischen Chaos zurückzuziehen. Er hätte eine Position erhalten, die es ihm ermöglicht hätte, Habré zur Annahme eines Friedensabkommens unter Einschluss der Interessen der libyschen Stellvertreter zu zwingen. Stattdessen missinterpretierte Gaddafi den französischen Rückzug als Bereitschaft, die Anwesenheit der Libyer im Tschad und auch die de facto erfolgte Annexion der BET-Region als libysche Präfektur zu akzeptieren, eine Maßnahme die ihm die Gegnerschaft aller tschadischen Fraktionen, der OAU und der UNO einbrachte. Diese Fehleinschätzung führte schließlich zu Gaddafis Niederlage, da er nun alle Rebellen als Gegner hatte und im Jahr 1986 eine erneute französische Militärintervention stattfand.

### Erneute französische Intervention
Zwischen 1984 und 1986 fanden keine größeren Kampfhandlungen statt, und Habré gelang es, seine Position dank ständiger US-Unterstützung und Libyens Fehler die franko-libysche Übereinkunft nicht zu respektieren, entscheidend zu stärken. Ebenfalls entscheidend war die Schwächung der GUNT durch innere Streitigkeiten, die vor allem durch den Kampf um die Vorherrschaft innerhalb der Organisation zwischen Goukouni und Acheikh ibn Oumar verursacht wurden.
In dieser Periode weitete Gaddafi seine Kontrolle über den nördlichen Tschad aus, indem er Straßen bauen und einen großen neuen Luftstützpunkt in Ouadi Doum errichten ließ, um bessere Luftunterstützung für Bodenoperationen über den Aouzou-Streifen hinaus zu gewährleisten. Zusätzlich ließ er die Streitkräfte im Tschad auf 7000 Mann, 300 Panzer und 60 Kampfflugzeuge verstärken. Währenddessen liefen jedoch erhebliche Teile der GUNT zur Habré-Regierung über, da diese eine Politik der Versöhnung betrieb.
Diese Überläufer alarmierten wiederum Gaddafi, da die GUNT letztlich die Legitimation für die libysche Präsenz im Tschad lieferte. Um dieser Entwicklung entgegenzutreten und die GUNT wieder zu sammeln, wurde eine Großoffensive gegen die Rote Linie durchgeführt, mit dem Ziel der Einnahme von N’Djamena. Der Angriff begann am 10. Februar 1986 mit 5000 libyschen und 5000 GUNT-Soldaten und konzentrierte sich auf die FANT-Außenposten in Kouba Olanga, Kalait und Oum Chalouba. Die Kampagne endete für Gaddafi in einem Desaster, als am 13. Februar eine FANT-Gegenoffensive, ausgerüstet mit neuen französischen Waffen, die Angreifer zum Rückzug und zur Reorganisation zwang.
Noch wichtiger war die französische Reaktion auf die Offensive. Gaddafi hatte möglicherweise angenommen, dass Mitterrand angesichts der Wahlen 1986 zögern würde, Habré mit einer riskanten und kostspieligen Aktion zu retten. Diese Annahme erwies sich als falsch, denn ganz im Gegenteil konnte es sich der französische Präsident nicht leisten, angesichts der libyschen Aggression Schwäche zu zeigen. Deshalb wurde am 14. Februar die Opération Epervier gestartet, womit 1200 Soldaten und einige Geschwader Jaguar-Kampfbomber in den Tschad verlegt wurden. Zwei Tage später, um Gaddafi die Entschlossenheit klarzumachen, bombardierten die französischen Flugzeuge die libysche Basis in Ouadi Doum. Als Vergeltungsakt bombardierte am 17. Februar eine libysche Tupolew Tu-22 den Flughafen von N’Djamena. Der Angriff verursachte nur geringen Schaden.

### Tibesti-Krieg
Die Niederlagen, welche die GUNT im Februar und März hinnehmen musste, beschleunigte deren Zerfall. Als im März 1986 eine neue Gesprächsrunde der OAU in der Volksrepublik Kongo zusammentraf, erschien Goukouni dort gar nicht. Viele vermuteten dahinter Libyen, was zum Überlaufen des GUNT-Vizepräsidenten Kamougué, der First Army und der FROLINAT Originel führte. Im August lief dann auch die CDR über, welche die Stadt Fada kontrollierte. Als Goukounis FAP im Oktober Versuche unternahm, Fada zurückzuerobern, wurden seine Truppen von der mit ihr eigentlich verbündeten libyschen Garnison angegriffen, was zu einem verworrenen Kampf führte, der die Existenz der GUNT faktisch beendete. Im gleichen Monat wurde Goukouni von den Libyern eingesperrt, weil seine Truppen gegen Gaddafi revoltierten, die Libyer aus allen Positionen hinausgeworfen hatten und am 24. Oktober zu Habré übergelaufen waren.
Um ihre Versorgungslinien wiederherzustellen und die Oasen Bardaï, Zouar und Wour zurückzuerobern, entsandten die Libyer 2000 Soldaten mit T-62-Panzern und starker Luftunterstützung. Der Angriff war erfolgreich und beraubte die GUNT auch durch den Einsatz von Napalm und angeblich auch Chemische Waffen ihrer letzten Machtpositionen. Dieser Angriff erwies sich letztlich als Fehlschlag, da Habré 2000 Mann seiner FANT als Unterstützung sandte, die sich mit den verbliebenen Kämpfern der GUNT vereinigten. Mitterrand ließ Treibstoff, Lebensmittel, Munition, Panzerfäuste und militärische Berater zur Unterstützung einfliegen und mit Fallschirmen absetzen. Während dieser Aktion erklärten die Franzosen außerdem, dass sie sich ab sofort nicht mehr an die Rote Linie gebunden fühlten und eingreifen würden, wo immer sie es für nötig befanden.
Während Habré militärisch beim Versuch, die Libyer aus der Tibesti-Region hinauszuwerfen, nur bedingt erfolgreich war, war der Feldzug dennoch ein strategischer Durchbruch für die FANT, da sich der Bürgerkrieg in einen nationalen Krieg gegen einen fremden Invasor gewandelt hatte und im Tschad ein Gefühl der nationalen Einheit entstand, das so vorher noch nie bestanden hatte.

### Toyota-Krieg
Im letzten Jahr des Krieges, Anfang 1987, bestand die libysche Expeditionsstreitkraft immer noch aus 8000 Soldaten und 300 Panzern, hatte aber die Unterstützung der tschadischen Verbündeten verloren, welche die Aufklärung geliefert und die Sturminfanterie gestellt hatten. Ohne diese Unterstützung waren die libyschen Garnisonen isolierte und verwundbare Inseln in der tschadischen Wüste. Auf der Gegenseite war die FANT entscheidend verstärkt worden und hatte nun 10.000 hoch motivierte Kämpfer, ausgestattet mit schnell beweglichen, dem Sand angepassten Toyota-Pickups und MILAN-Panzerabwehrlenkwaffen, was der letzten Phase des tschadisch-libyschen Konflikts den Beinamen Toyota-Krieg brachte. Die 400 Fahrzeuge des Typs Toyota Hilux waren zusammen mit den MILAN-Panzerabwehrraketen von Frankreich geliefert worden.
Habré begann am 2. Januar 1987 die Rückeroberung des nördlichen Landesteils mit einem erfolgreichen Angriff auf die libysche Kommunikationsbasis in Fada. Gegen die libysche Armee führte der tschadische Kommandeur Hassan Djamous eine schnelle Zangenoperation durch, umfasste so die libyschen Positionen und besiegte sie durch Angriffe von allen Seiten. Diese Operationsführung führte auch im März bei der Schlacht von B’ir Kora und Ouadi Doum zum Erfolg, wo den Libyern schwere Verluste zugefügt und Gaddafi zur Evakuierung des nördlichen Tschad gezwungen wurde.
Dieser Erfolg brachte auch die libysche Kontrolle über den Aouzou-Streifen in Gefahr. Aouzou fiel im August bei einem FANT-Angriff. Jedoch wurde es bei einer groß angelegten libyschen Gegenoffensive zurückerobert, auch da sich die Franzosen weigerten, den Tschadern Luftunterstützung zu gewähren. Habré reagierte auf diesen Rückschlag mit dem ersten Vorstoß auf libysches Territorium, als er am 5. September einen äußerst erfolgreichen Überfall auf Maaten al-Sarra und die dortige libysche Luftwaffenbasis durchführte, die eine Schlüsselposition für den libyschen Nachschub innehatte. Dieser Angriff sollte die Gefahr libyscher Luftangriffe minimieren, bevor ein neuer Angriff auf Aouzou stattfinden sollte.
Der geplante Angriff auf Aouzou konnte jedoch nie durchgeführt werden, da der durchschlagende Erfolg bei Maaten al-Sarra die Franzosen fürchten ließ, dies könnte nur die erste Operation eines generellen Vorstoßes nach Libyen sein, was die Franzosen keinesfalls tolerieren wollten. Unter innerem und äußerem Druck war Gaddafi zu Verhandlungen bereit, und so konnte unter der Vermittlung der OAU am 11. September ein Waffenstillstand vereinbart werden.

## Folgen
Es gab nur einige unbedeutende Verletzungen des Waffenstillstandes. Beide Regierungen begannen sofort damit, mittels diplomatischer Manöver die Weltöffentlichkeit auf ihre Seite zu ziehen, und es wurde generell angenommen, dass der Konflikt weitergehen würde; jedoch waren beide Seiten auch ständig bemüht, die Tür für eine friedliche Einigung offen zu lassen. Die friedliche Lösung wurde auch von Frankreich und den meisten afrikanischen Staaten unterstützt, die US-Regierung unter Reagan sah in einer Weiterführung des Konflikts hingegen die beste Möglichkeit, Gaddafi zu stürzen.

### Frieden und Aussöhnung
Dennoch verbesserten sich ständig die Beziehungen zwischen den beiden Ländern, vor allem Gaddafi wollte das Verhältnis zum Nachbarstaat normalisieren bis hin zu dem Eingeständnis, dass der Krieg ein Irrtum gewesen sei. Im Mai 1988 erklärte Gaddafi, dass er Habré als Präsidenten des Tschad anerkenne, was er als ein Geschenk an Afrika darstellte. Dies führte am 3. Oktober zur Wiederaufnahme voller diplomatischer Beziehungen zwischen beiden Ländern. Im Folgejahr, am 31. August 1989, trafen sich Libyer und Tschader in Algier, um eine Rahmenübereinkunft zu einer friedlichen Lösung des Territorialstreits auszuhandeln. Hier willigte Gaddafi schließlich ein, mit Habré über den Aouzou-Streifen zu verhandeln und das Thema vor den Internationalen Gerichtshof zu bringen, falls bilaterale Gespräche fehlschlügen. Dies geschah schließlich von beiden Seiten nach einem weiteren Jahr vergeblicher Gespräche im September 1990.
Das tschadisch-libysche Verhältnis besserte sich weiter, als am 2. Dezember 1990 Idriss Déby den bisherigen Präsidenten Habré stürzte. Gaddafi war das erste Staatsoberhaupt, das das neue Regime anerkannte, und er unterschrieb auch mehrere Freundschafts- und Kooperationsabkommen. Dennoch folgte Déby bezüglich des Aouzou-Streifens der Linie seines Vorgängers und erklärte, er werde notfalls auch kämpfen, um den Aouzou-Streifen nicht den Libyern zu überlassen.
Der Aouzou-Streit wurde schließlich am 3. Februar 1994 gelöst, als der Internationale Gerichtshof mit einem Votum von 16 zu eins entschied, dass der Aouzou-Streifen zum Tschad gehöre. Die Entscheidung des Gerichtshofs wurde ohne Zögern umgesetzt, beide Seiten unterzeichneten schon am 4. April eine Vereinbarung zur Umsetzung des Gerichtshofurteils. Von internationalen Beobachtern überwacht, zogen die Libyer zwischen dem 15. April und dem 10. Mai ab. Formell wurde der Aouzou-Streifen am 30. Mai übergeben, als beide Seiten eine gemeinsame Erklärung unterzeichneten, die den libyschen Abzug als abgeschlossen proklamierte.

### Libysche Vergeltung gegen Verbündete des Tschad
Die französische Unterstützung des Tschads durch Luftangriffe auf libysche Stellungen im Jahr 1986 führte dazu, dass Gaddafi neben den USA auch Frankreich als „Aggressor“ ausmachte und beiden jahrelang grollte. Gaddafi gilt als Drahtzieher des Anschlags auf die Diskothek La Belle 1986 in Berlin mit drei Toten, sowie des Lockerbie-Anschlags von 1988 und des Anschlags auf den UTA-Flug 772 von 1989, bei denen 170 bzw. 270 Menschen ums Leben kamen.